# 張徳昌
張 徳昌（チャン・ドクチャン、장덕창、1903年5月9日-1972年7月11日）は大日本帝国の飛行機操縦士であり大韓民国の軍人。韓国空軍創設者の1人。創氏改名時の日本名は華山徳昌。

## 人物
1903年5月、平安北道義州郡に生まれる。7歳の時にソウルに移住。1917年にアート・スミスの曲芸飛行を見て飛行士になる決心をした。1919年3月に養正高等普通学校卒業。同年3月頃、日本に渡り伊藤飛行機研究所に入学。同じ頃、小栗飛行学校にいた安昌男と会い、後に愼鏞頊も加えた3人でよく集まり、お互いの苦難を訴えたり励まし合ったりした。
1921年11月29日、伊藤飛行機研究所第1期卒業。
1922年4月に三等操縦士の免許を取得、安昌男に続き2番目の朝鮮人飛行士となる。同年6月、三等操縦士飛行競技会が開催され、伊藤式90馬力で高度飛行競技に参加した。成績は1490メートル（59分）で等外であった。慰労金で張に120円が贈られた。同月、日本航空輸送研究所に入所。井上長一に師事し、勤務中に井上の娘の順子と結婚する。
1922年10月、日本航空輸送研究所は三重県水産講習所と提携して日本初の魚群探査飛行を実験することになり、浜島町海岸を基地にして横廠式イ号ベンツ130馬力機を用いて、張が講習所員や漁夫を交代で乗せて熊野灘を飛行した。150～300メートルの高度で万遍なく飛び、サンマやイワシの大群を機上から伝書鳩を使って本部に通告し、また魚群上を旋回して付近の漁船を誘導するなど、最初の試みは成功だった。
1923年、二等操縦士の免許取得。同年4月3日、岸和田町が市に昇格した記念祭に横廠式千鳥号で祝賀飛行した。
日本航空輸送研究所は、張徳昌、井口實、長尾一郎、久保田亀之助によって週3回の大阪-高松間、週2回の大阪-徳島間を休みなく飛んでいた。1924年6月1日付で、そろって一等飛行機操縦士の航空免状を交付された。
1924年8月、高知県の種﨑浜および須崎浜で高知水産試験所と提携して太平洋岸に魚群探見飛行を実施した。1回目でハマチの大群、4回目でカツオの密集群を見つけるなど成績は向上した。この飛行で発見魚群の所在と種類と書いた報告浮標を出動中の水産試験所試験船に投下して知らせる方法も試みた。同年12月、伊勢湾周回懸賞飛行競技に参加。成績は等外で10位だった。
1925年6月、大阪朝日新聞の後援で民間航空初の朝鮮横断飛行が行われた。全羅南道統営で横廠式イ号100馬力機を整備し、井上も同乗して6月2日に同地を出発した。同日のうちに麗水、光陽、順天を飛び、3日に筏橋、4日には木浦を経て雲岩に到着し、各地で熱狂的に歓迎された。井上と張は講演をして航空思想の昂揚につとめた。5日に黄登、群山へ飛び、6日に京城に入り、漢江に着水し、1109キロを13時間17分で水上機の朝鮮連絡飛行に成功した。それからしばらく京城に滞在し、10日午後に公開飛行を行い、着水の際に強烈な下降気流によって漢口の砂州に擱座転覆して機体が大破したため、中旬に堺大浜に帰還した。
1925年10月、高知県室戸岬を中心に張操縦の横廠式ロ号甲型水上機で魚群探見飛行を実施。太平洋に面する荒波地域だが、よく健闘し、機上からの信号を旗や発火弾にするなど新機軸の方法が試された。
1927年2月22日、堺大浜で郵便袋3個を積んで午後1時半に出発して大分に向かったが、途中で海上に不時着して救助を求めていたところ、漁船に発見され引航してもらった。張は「送油管が折損しただけで、修理ができしだい翌日大分へ向かう」と語った。
1928年5月、日本航空輸送研究所による大阪-大分間の旅客貨物定期輸送業務が開始される。毎週月水金曜日の3回運航され、ハンザ単葉水上機「銀千鳥」号7機が使用され、操縦士に久保田亀之助、張徳昌、長尾一郎、馬場英一郎、海野昌男の5名が当たることになった。
日本航空輸送研究所は大阪湾一周遊覧飛行を計画し、7月28日、張操縦のハンザ機に林支配人が同乗、大阪市上および堺市、南海電車沿線に宣伝ビラ10万枚を散布した。
1929年4月1日、堺大浜-松山間の試験的定期航空を開始し、同日上り便を張操縦のユンカースF13型水上機が、新聞記者1名ほか1人の旅客を乗せて午前11時40分に松山を出発し、午後2時半に堺大浜に到着した。
1930年3月20日、大阪の中心繁華街の川の中に飛行機が墜落する事件が起こると、井上所長らと共に現場に駆け付け、事故の原因を調査した。
1931年6月24日、郵便物輸送で操縦していたハンザ水上機が発動機故障により和田岬沖に不時着水した。和田岬検疫所のランチに発見され、救助された。
1933年5月19日、大阪から松山に向かう途中、操縦していた一四式水上旅客機が発動機故障のため高砂沖合に不時着した。旅客2人と郵便物は無事で、発動機船に引航されて淡路の岩屋港に着いた。
1934年9月、室戸台風によって日本航空輸送研究所が被害を受けると、海防義会はガス電KR-1型2機を無償貸与することになり、10月30日に「第十二義勇」号を、1935年4月4日に「第十三義勇」号を大阪に空輸した。
1935年1月1日、大阪-白浜間定期航空が開始。張徳昌操縦の「第十二義勇」号と片山飛行士の一四式水上旅客機に計7人の旅客を満載して午前10時半に出発し、午前11時10分白浜の綱不知に着水、帰航は午後3時半ごろ白浜を離水して、午後4時20分に大阪に帰着し、開航便を完了した。
1939年に大日本航空へ入社し機長として活躍。大日本航空福岡支所で機長として勤務中の1939年5月13日、ダグラスDC-3で福岡から那覇経由で台北に向かう東シナ海で右発動機からオイルが漏れ油圧低下して警報灯が点滅したので、片発飛行となり、約30分で魚釣島に不時着した。水上機が専門だったので、着水操作は見事で、幸い乗員6人、乗客5人の全員が無事に魚釣島手前の北小島という無人島に泳ぎ着いた。
1945年4月、日本陸軍の猛輸送作戦が発動され、金浦飛行場に設けられた輸送作戦本部で支援業務を担当した。金浦飛行場で勤務中に終戦を迎えた。飛行時間9820時間であり、これは戦時中の日本で3位の記録であった。
1945年8月17日、李鍝の遺骨や遺品の空輸任務を終えた塚谷、山縣操縦士の一式双発高等練習機に同乗して大日本航空福岡支所に帰還。
1945年10月2日、朝鮮航空協会会長。
解放後は韓国空軍の創設に参加し1948年4月に航空幹部要員として歩兵学校に入校。5月に卒業して任少尉（軍番50004番）。8月、陸軍航空基地部隊長。1949年10月1日、空軍独立基地司令官。
1950年6月25日に朝鮮戦争が勃発。戦争中に6261回出撃し、1953年に飛行時間が1万時間に達した。
1950年7月、空軍後方司令部（司令官：崔用徳准将）参謀長。1950年8月28日、空軍飛行団長。1951年7月1日、准将に昇進。同年8月1日、第1戦闘飛行団に改編。1953年4月、少将に昇進。1953年5月1日、空軍本部行政参謀副長兼第1訓練飛行団長。
1955年3月、空軍参謀次長。1956年11月、中将に昇進。1956年12月、空軍参謀総長。1958年12月、参謀総長を離任して参謀総長顧問に就任。1959年2月、予備役編入。大韓航空協会会長。
1963年、民主党に合流するが後に新政党に合流。同年5月に新政党常務委員となるが民主党に復党して同党中央常務委員。
同年7月、民主党中央委員会副議長、同党中央委員、同党中央常務委員会企画委員。同年11月、国会議員（全国区、民主党）落選。
1964年12月、民主党中央委員会議長。
1965年5月、民政党と合党になり、民衆党党員となる。同年6月、民衆党指導員。
同年7月14日、金弘壹、金在春、朴炳権、朴圓彬、白善鎮、宋堯讃、孫元一、李澔、曺興萬、崔慶禄ら予備役将軍と共に日韓基本条約の反対声明を発表。デモによって学生と軍が衝突する中、翌8月27日には「国軍将兵に送る呼訴文」を発表。国軍将兵が神聖な国土防衛の使命よりも執権者によって国民や国家の利益に反する目的で動員される悲しき事態に至ったとし、執権者たちを反民族行為者であり、民主主義に逆らう反国家行為者だと糾弾した。また国軍将兵には、どんな状況でも愛国国民に銃を向けてはならないと訴えた。
同年12月、党務議改編により指導員辞任。1967年5月19日、新民党離党。
1968年5月10日、韓国空軍の親睦団体であるボラメ会（보라매회）が結成されると会長に就任。
1972年7月11日午後6時30分、ソウルの自宅で心臓発作により死亡。国立ソウル顕忠院将軍墓地の一角に夫婦揃って墓碑が建っている。

## 勲章
- 1936年9月2日 航空章[43]。
- 1951年 忠武武功勲章
- 1952年 朝鮮戦争従軍記章（英語版）
- 1952年 共匪討伐記章
- 1952年 銀星乙支武功勲章
- 1953年10月13日 太極武功勲章
- 1953年 大統領綬章
- 1954年 銀星乙支武功勲章
- 1954年 無星忠武武功勲章
- 1954年 功労勲章
- 1954年 国連従軍記章（英語版）